# Gedicht op de feesten ter eere van het Gulden Vlies
Het Gedicht op de feesten ter eere van het Gulden Vlies, is een gedicht geschreven door Jan Smeken. Het beschrijft de feesten ter ere van de Orde van het Gulden Vlies, die plaatsvonden te Brussel in oktober 1516. Het is in datzelfde jaar gedrukt en gepubliceerd door Thomas van der Noot. Het is ook een van de minder religieuze werken van Jan Smeken die zijn overgeleverd.

## Achtergrond & vorm
In het gedicht noteert Jan Smeken zijn indrukken van de gebeurtenissen tijdens het achttiende kapittel van de Orde van het Gulden Vlies. De feesten begonnen op 26 oktober 1516, en op 15 november al publiceerde Thomas van der Noot de tekst. Het gedicht had zo’n succes dat Van der Noot voor een tweede druk zorgde. De tekst verscheen anoniem, maar toch kon men achterhalen wie het geschreven had aan de hand van het acrostichon SMEKEN in de laatste strofe.
Het Guldenvliesgedicht is 456 versregels lang, onderverdeeld in 38 strofen. Smeken behoudt het rijmschema aba/bbc/bcc/cdd door heel het gedicht heen. In de tiende versregel van elke strofe is er een binnenrijm, en elke strofe eindigt met een spreuk als stokregel. In de laatste strofe zit zoals gezegd een acrostichon van de naam ‘Smeken’.

## Inhoud
Het gedicht opent met een verwijzing naar Gideon en de legende van het Gulden vlies. Deze legende luidt dat de drager van de gouden schapenvacht zal beloond worden met grote overwinningen. Filips de Goede was de oprichter van deze befaamde Orde en werd opgevolgd door Karel de Stoute, die het ordeteken dag en nacht droeg. Daarna wordt koning Karel aangekondigd, de toekomstige keizer, en oprichter van de feesten te Brussel. Het grote feest begint op 26 oktober 1516, om vier uur in de namiddag, in de Sint-Goedelekerk. De hele kerk is versierd ter ere van het feest, onbeschrijfbaar in Smekens ogen. Dan volgt de opsomming van alle leden van de Orde, waaronder de graaf van Nassau en koning Hendrik van Engeland. De vele namen worden vergezeld van kleurrijke omschrijvingen. Na de vieringen gaan ze weer naar de kerk waar de mis wordt gehouden. Opnieuw verontschuldigt Smeken zich omdat hij niet alles kan beschrijven. Wanneer de dienst afgelopen is, gaan ze verder met feestvieren. Op 27 oktober houden ze een mis voor de doden waar de clerus de lofzang op zich neemt. Koning Karel gaat ter offerande waarna iedereen terugkeert naar het hof. De volgende dagen worden er spelen en toernooien georganiseerd, en Smeken geeft aan dat hij ook nieuwe wapenschilden ziet. Bovendien vermeldt hij nog eens dat het feest in Brussel gehouden wordt en dat Koning Karel de nieuwe heren van de Orde heeft benoemd. De tekst eindigt met de aanduiding dat het gedrukt is op de vijftiende dag van november, wat erop wijst dat het werk op zeer korte tijd geschreven is.